# Ulrik Wittman
Ulrik Witte, döpt till Dieter Witte men mera känd som Ulrik Wittman, född 26 juni 1931 i Neuruppin, Brandenburg, Tyskland och död 18 september 2022 i Helsingborg var en tysk musiker och företagare verksam i Sverige. Han var under 1980-talet mycket känd inom nöjesbranschen i sydöstra Sverige.
Han grundade Ulrik Wittmans Kvintett, även kallad Ulrik Wittmans orkester 1957, och den utökades sedan till Ulrik Wittmans Hammond-sextett. Mona Johansson blev sångerska 1958 och ersattes 1960 av Git Elfwing. Under namnet Ulrik Wittmans Electro-sextett med Git Elfwing spelades i oktober 1961 in en EP med låtarna Örkelljunga skyttepaviljong, Livet i Finnskogarna, La Pachanga och Tre betyder trubbel med Thore Skogman som inspelningschef och konvolut av Cacka Israelsson. 1963 blev Ulrik Wittman utköpt och med sex medlemmar kvar tog gruppen namnet Wizex. 
I början av 1963 köpte Ulrik Wittman tidigare landstingsägda Eringsboda Brunn i Blekinge. Efter ombyggnad skapades ett danspalats som brann ned fem dagar före den planerade premiären våren 1965. Premiären senarelades till 1966 och blev sedan en populär nöjesanläggning. 1967 hyrde Wittman folkparken i Älmhult och såg till att flytta korvkiosken och riva skjutbanan. Området utvecklades till att omfatta nöjesmetropolerna Silverdalen, Golden Hill och Stjärnborgen samtidigt som gamla Folkets Hus omvandlades till Ponderosa.
Under 1970- och 80-talen drev Wittman även nöjesställena Vägasked och Jägersbo utanför Höör samt Björksäter vid Hässleholm fr o m 1979 och Tingvalla vid Tomelilla fr o m 1984.
1987 såldes Tingvalla till Lasse Stefanz och verksamheten i Älmhult till Yngve Svensson. 1988-89 släppte Wittman greppet om sina nöjesställen. Endast Björksäter blev kvar och drevs sedan av Ulrik och Inga-Britt Wittmans dotter Ann-Charlotte Witte tillsammans med sambon Timo Kantomäki, mera känd som DJ Timo . 2018 stängdes Björksäter för att ge plats åt bostäder.
Efter sin karriär inom nöjesbranschen flyttade Wittman till Bryssel och hjälpte under femton år svenska företag med att ta sig igenom byråkratiska regler. Efter återkomsten till Sverige bodde han i Bjärred och Helsingborg.

### Fotnoter
1. ↑  Cupol CEP 333 http://www.popmusicinfo.com/show_record.php?search_word=RUB&radio_search=&record_id=40343
2. ↑  ”Arkiverade kopian”. Arkiverad från originalet den 18 augusti 2010. https://web.archive.org/web/20100818230147/http://www.candix.se/13180232. Läst 12 november 2010.
3. ↑  ”Arkiverade kopian”. Arkiverad från originalet den 21 augusti 2014. https://web.archive.org/web/20140821124034/http://www.git-och-mannes-hemsida.se/17818102. Läst 20 augusti 2014.
4. ↑  ”Arkiverade kopian”. Arkiverad från originalet den 3 augusti 2021. https://web.archive.org/web/20210803145413/https://eringsbodabrunn.se/om/. Läst 3 augusti 2021.
5. ↑  https://folketshusalmhult.se/folkets-hus/historik
6. ↑  ”Arkiverade kopian”. Arkiverad från originalet den 20 augusti 2014. https://web.archive.org/web/20140820123013/http://www.skanskan.se/article/20120829/HOOR/708289869. Läst 29 augusti 2012.
7. ↑  ”Arkiverade kopian”. Arkiverad från originalet den 18 april 2013. https://archive.is/20130418101638/http://sverigesradio.se/sida/artikel.aspx?programid=3682&artikel=4954641&play=3758580&playtype=Ljudklipp. Läst 29 augusti 2012.
8. ↑  Ystads Allehanda 14 oktober 2020: "Från arkivet: Minnen från Tingvalla"
9. 1 2  Får jag lov, oktober 2014 http://www.dansochsport.se/106995498 Arkiverad 3 augusti 2021 hämtat från the Wayback Machine.
10. ↑  Familjen Nöje, Hässleholm, INFO-bladet 2012-01-31, http://www.infobladet.com/?p=4025
11. ↑  https://www.expressen.se/kvallsposten/i-natt-tystnade-musiken-pa-den-anrika-dansbanan/